# Alma de Ángel
Alma de Ángel é uma série de comédia mexicana produzida por Nazareno P. Brancatto para a Televisa e exibida no canal Las Estrellas.